# Beta Pyxidis
Beta Pyxidis (β Pyx / β Pyxidis) é uma estrela binária na constelação de Pyxis.